# Irgalmas szamaritánus

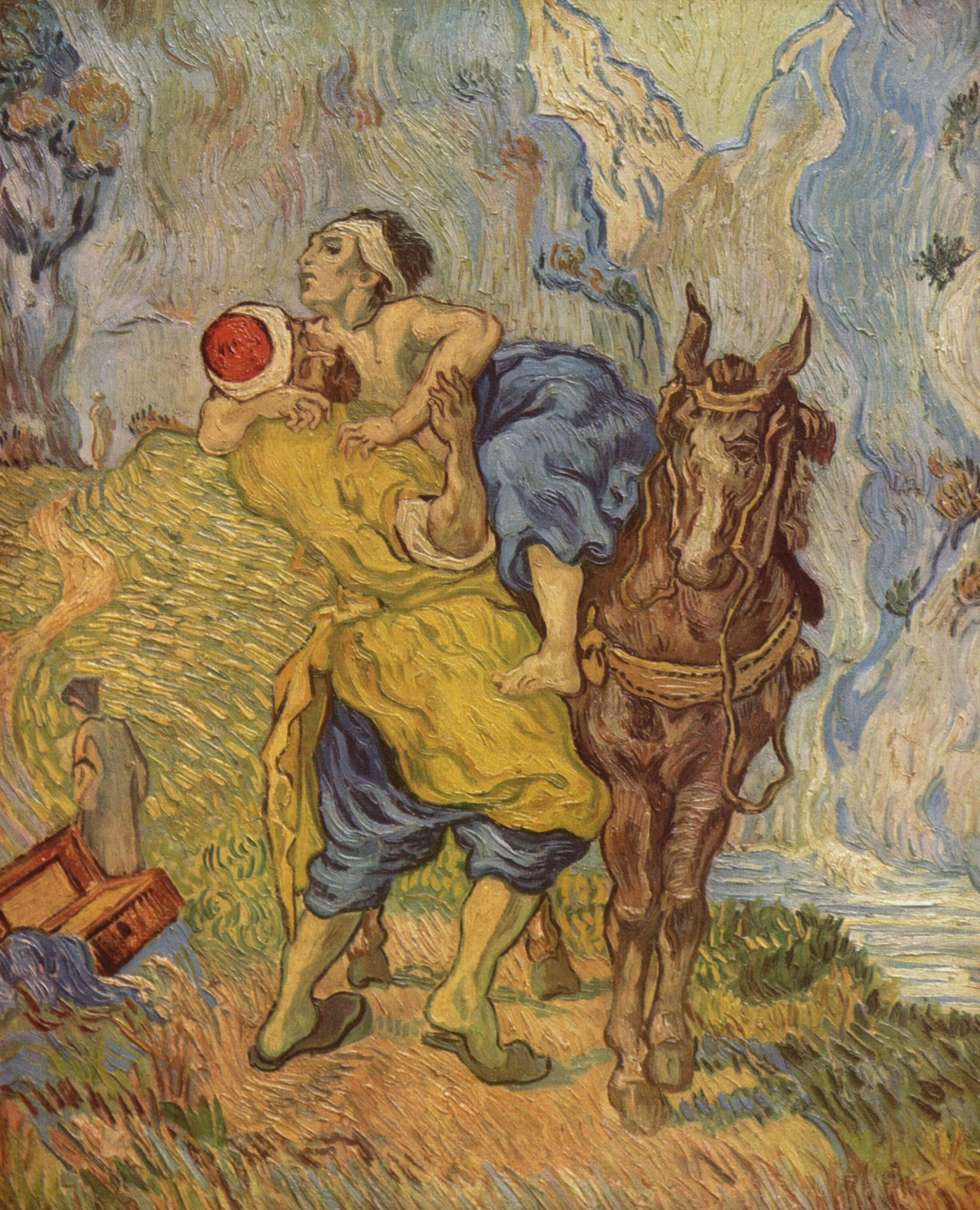
Vincent van Gogh: Az irgalmas szamaritánus

Az irgalmas szamaritánus híres újszövetségi példázat (Lukács evangéliuma, 10:25–37). A történet indító szereplője egy zsidó törvénytudó (farizeus), aki arról faggatja Jézust, mit kell tennie, hogy örök élete legyen. Jézus kérdésére, hogy a törvényben mi áll, a kérdező Mózes könyvéből idéz: 
- „Szeresd az Urat, a te Istenedet teljes szívedből és teljes lelkedből és minden erődből és teljes elmédből"; „és a te felebarátodat, mint magadat." (Az eredeti szövegben: mint magadhoz hasonló embert.)

Ekkor a törvénytudó rákérdez, hogy kit is tekintsen „felebarátjának", Jézus a következő példázatot mondja el:
Egy (zsidó) utazót megtámadnak, megsebesítenek, kirabolnak és otthagynak az út szélén. Később egy izraelita pap és egy lévita halad el mellette, de egyikük sem áll meg segíteni rajta, hanem továbbmennek. Végül egy szamaritánus megáll, és (a zsidó–szamaritánus gyűlölködés ellenére) önzetlenül segít rajta. Ellátja sebeit, felrakja a szamarára, beszállítja a legközelebbi településre, és a saját költségén gondoskodik további sorsáról.
Jézus megkérdezi, hogy a három ember közül ki volt az utazó felebarátja, a törvénytudó kénytelen elismerni, hogy a rajta segítő embert kell annak tekinteni. Jézus válasza a példabeszéd koronája: „Akkor te is hasonlóképpen cselekedj.”
A példázat a leghíresebb bibliai történetek egyike, olyannyira, hogy a „szamaritánus" szó a nyugati köznyelvben is „nagylelkű és irgalmas szívű ember”-t jelent. (Mentőszolgálatot is neveztek el róla.)
Fontos megjegyezni, hogy a történet idején a szamaritánusok a zsidók szemében megvetett idegeneknek számítottak. A példázat eredeti szándéka szerint tehát valójában a diszkrimináció és hátrányos megkülönböztetés elleni példabeszéd, de ez (ahogy a szamaritánus populáció csökkent) csaknem feledésbe merült.
Isaac Asimov egyik előadásában (megjelent: „Lefordítatlanul" címen) azt javasolja, hogy a szamaritánusra valamely népszerűtlen csoport tagjaként gondoljunk (mint a cigány, néger, homoszexuális stb.), hogy jobban megérthessük az analógiát.
Egy lehetséges, másik értelmezésről Lénárd Sándor ír Egy nap a láthatatlan házban című könyvében:
„Robert Graves egyszer összeült egy régi héber kéziratok közt kiszáradt lengyellel, s kihámozták, mi az igaz az irgalmas szamaritánus meséjéből. Úgy lehetett a dolog, hogy Jézus, tanítványai kérdésére, hogy ki is a felebarátunk, elmondott egy tanmesét: A szamaritánusokat, mert nem Jeruzsálemben dicsérték az Urat, tisztátalannak vélték. Egyszer egy ilyen szamaritánust a rablók kifosztottak, megvertek, az út szélén hagytak. Arra járt egy rabbi, aki jól tudta, hogy illik segíteni a bajbajutottakon, de azt is tudta, hogy tilos tisztátalanhoz nyúlni. Továbbment. Arra ment egy lévita is. Kevesebbet értett a Szentíráshoz, de tisztátalanhoz, bármennyire sajnálta, nem nyúlt. Továbbment. S aztán jött a tudatlan, egyszerű zsidó. – Fütyült a törvényre, megsegítette, istápolta a szamaritánust. Ő volt az, aki valóban megértette az erkölcsi törvények szellemét.”